# Німецька окупація Харкова
Німецька окупація Харкова — окупація Харкова німецькими військами під час Німецько-радянської війни, що почалась 24 жовтня 1941 року і тривала з перервами до 29-30 серпня 1943 року.

## Система окупаційної влади в місті
Особливу жорстокість окупантів визначила серед інших факторів система місцевої влади, організована в Харкові. На відміну від інших захоплених українських міст, де владу було передано цивільним органам, у прифронтовому Харкові для керування захопленою територією створювались спеціальні органи військового управління. У руках бойових частин був повний контроль над містом. Організація військового управління здійснювалась на основі загальних принципів і набутого під час війни досвіду. Ще напередодні захоплення міста було видано наказ про створення міської комендатури на чолі з генералом Ервіном Фіровим. Велику роль грала так звана фельдкомендатура, в обов'язки якої входило якнайскоріше замирення населення міста, створення української допоміжної поліції, підтримання порядку в місті, організація розселення офіцерів і солдат, створення і контроль над діяльністю концентраційних таборів.

## Масове знищення людей в перші дні окупації
Створення такої складної структури органів управління було направлено, перш за все, на деморалізацію місцевого населення. З цією метою вже з перших днів окупації стали проводити публічні повішання справжніх чи уявних учасників радянського руху супротиву. Військове командування міста збирало населення на центральній площі міста, після чого вішало приречених на страту на балконі будинку обласного комітету партії. Така жахлива картина викликала паніку серед присутніх, люди починали тікати з місця страти, починалась тиснява, кричали жінки й діти. Але на цьому нацисти не зупинилися, вони постійно вдосконалювали методи знищення людей. У січні 1942 р. на вулицях Харкова з'явився спеціальний автомобіль з герметичним кузовом, що призначався для знищення людей — газваген. Цю машину прозвали в народі «душогубкою». У такий автомобіль заганяли до 50 чоловік, які згодом помирали в жахливих муках через отруєння чадним газом.

## Умови життя простих харків'ян. Вербування спеціалістів на роботи в Німеччину
Таким чином, більше всього від німецької окупації постраждали прості харків'яни. За даними реєстрації населення міста, проведеної німцями у грудні 1941 р., 77 % населення Харкова найвразливіші його категорії — жінки, діти і старі. Люди, які залишились у місті, жили під постійною загрозою грабежів, знущань, насильства з боку окупаційного режиму. Німецьке командування не вважало їх за людей, населення окупованого міста німці розглядали як невичерпне джерело примусової праці, задоволення потреб Німеччини. Тому з кінця 1941 р. у Харкові розгортається кампанія з вербування спеціалістів на роботи в Німеччину, на стінах будинків розклеюються афіші і плакати з текстами закликів. Газета «Нова Україна», що видавалась у Харкові, була наповнена статтями про «щасливе життя харків'ян у Німеччині». Однак з часом до городян почали доходити чутки про те, що тих, хто поїхав, б'ють, катують, що вони голодують і «мруть наче мухи». Незважаючи на необхідність при вербуванні набирати здорових і сильних робітників, в 1942 р. забирали людей з тяжкими і хронічними захворюваннями. Зрозуміло, що в таких умовах особистість людини зводилась нанівець, він ставав ґвинтиком у чітко налагодженій німецькій військовій машині.

## ДіяльністьОрганізації українських націоналістів
Група «Схід» ОУН(б) спрямовувалася до Харкова й мала поширювати свою дію також на прилеглі області. Керівником групи був М. Лемик, до її складу входили також О. Мащак, П. Олійник-старший, В. Лобай, М. Кравчук, Зацінський та інші. Загалом у складі похідних груп ОУН (революційної) на Велику Україну було направлено понад 1,5 тисячі осіб. Члени похідних груп уже в липні 1941 дійшли до Вінниці, Бердичева, Житомира, Василькова, згодом прибули до Києва, Чернігова, Харкова, Полтави, Кривого Рогу, Кременчука, Миргорода, Дніпропетровська, Олександрії, Миколаєва, Херсона, Одеси, Новоукраїнки, проникли в Крим. Німці перехопили цю групу ще в Миргороді, і створити розгалужену бандерівську групу не вдалось, хоча з часом окремі емісари ОУНР проникали у Харків і створювали невеликі, добре законспіровані осередки.
Провідником ОУН(м) на східних і центральних українських землях і заступник голови Проводу українських націоналістів був призначений Олег Кандиба (Олег Ольжич). Уже в перші тижні війни референтура східних і центральних українських земель спрямувала на схід кількасот членів ОУН. Група ОУН(м), керівником якої був Б. І. Коник, прибула й до Харкова. У Харкові ОУН(м) вела легальну роботу з розбудови націоналістичної організації і націоналістичного виховання молоді.
В ніч на 17 жовтня 1942 співробітникам СД вдалося викрити у Харкові підпільну друкарню ОУН-Б. В ході штурму будівлі виникла жорстока перестрілка, яка закінчилась арештом 11 бандерівців. Про бойові втрати вбитими та пораненими не сказано нічого. Конфісковано багато пропагандистських матеріалів і 14 ящиків з матрицями.

## Голокосту Харкові
Як відомо, з особливою жорстокістю німці ставились до євреїв. У Харкові це вилилось у справжню катастрофу. За даними вже згаданої обов'язкової реєстрації населення, у спеціальні «жовті» списки було занесено 10271 чоловік єврейської національності, серед яких понад 75 % складали жінки, старі і діти. Вже з перших днів окупації євреї зазнавали знущань і переслідувань. Певна частина харківських євреїв у передчутті трагедії намагалась видати себе за росіян чи українців, проте усі ці спроби окупаційна влада нещадно викривала. 14 грудня 1941 р. було видано наказ, згідно з яким усе єврейське населення міста в дводенний строк повинно було переселитись на окраїну міста, в бараки верстатобудівного заводу. Непокора каралась розстрілом. Протягом декількох днів, в лютий мороз, люди йшли назустріч своїй смерті. У розраховані на 70-80 чоловік бараки заганяли до 800 чоловік. У створеному гетто євреїв морили голодом. Помічених у найменшому порушенні режиму розстрілювали негайно. 26 грудня німці оголосили запис для бажаючих поїхати до Полтави, Ромен і Кременчука; при цьому не дозволялось брати з собою особисті речі. Наступного дня до бараків під'їхали закриті автомашини. Люди, зрозумівши провокацію, відмовлялись до них сідати, але солдати силою вивозили їх з табору. Протягом кількох днів частина євреїв на цих автомашинах, частина євреїв пішки пригнали до Дробицького Яру, де всі вони були розстріляні.

## Жорстоке поводження з військовополоненими
З не меншою грубістю німецьке командування поводилось і з радянськими військовополоненими, порушуючи при цьому Женевську конвенцію про військовополонених, згідно з якою сторони, які воюють, були зобов'язані дотримуватись гуманного ставлення до людей, які потрапили у полон. Велика трагедія сталася в 1-му армійському сортувальному шпиталі по вул. Трінклера, 5. 13 березня 1943 р., після другого захоплення Харкова солдати дивізії СС «Адольф Гітлер» живцем спалили тут 300 поранених червоноармійців, яких не встигли евакувати в радянський тил. А за декілька наступних днів розстріляли решту поранених, які залишились у шпиталі — всього 400 чоловік. Їх трупи були закопані у дворі шпиталю.

## Голод
Умови життя харків'ян в окупованому місті були надзвичайно важкими. Головною проблемою в цей час став страшний голод, що виник з причини повної байдужості міської влади до питань поставок продовольства. Люди їли буквально все: картопляне лушпиння, кормовий буряк, казеїновий клей, домашніх тварин.

Відомий харківський художник Симонов розповідав, що навіть були випадки, коли на базарі продавали людське м'ясо, хоч за такі злочини і карали повішанням. Від голоду і холоду в кінці листопада 1941 р. помер академік архітектури Олексій Бекетов. Люди почали опухати, більшості з них було важко навіть елементарно пересуватися. Стала звичною картина: згорблені фігури харків'ян, запряжені в дитячі сани, на яких вони перевозили померлих рідних людей. У багатьох випадках не вистачало сил поховати небіжчиків або ж це просто було нікому робити.

Навесні 1942 р. у будинках накопичилось багато трупів. За даними міської санстанції, 54 % померлих у лютому 1942 р. за станом на 2 березня не були поховані. Таких випадків було немало і надалі. Відомий приклад, коли померла від виснаження в травні 1942 р. жінка була зареєстрована тільки в листопаді. Масштаби голоду дуже важко усвідомити, тим більше що на сьогодні немає повної статистики.

За даними Харківської міської управи, в 1942 р. від голоду померли 13139 харків'ян, що склало більше половини всіх померлих за цей період.

## Базари в окупаційному Харкові
У цих умовах центрами життя населення Харкова стали 14 ринків — Благовіщенський, Кінний, Рибний, Холодногірський, Сумський, Журавлівський, Павлівський та інші. Торгівлі за гроші тут спочатку взагалі не було, повсюдно панував бартер: міняли майже все у найнесподіваніших комбінаціях. Надалі дещо стало можливо купити і за гроші, але ціни на всі товари перевищили усі можливі рамки. Найвищими ціни були у січні-лютому 1942 р. У цей час кілограм житнього хліба коштував 220 руб., пшениці — 250, картоплі — 100, цукру — 833 руб. І це при тому, що середня заробітна плата на той момент становила 500 — 600 руб. на місяць — зрозуміло, що в такій ситуації більшість людей не мали змоги придбати продукти на базарі. Грошей вистачало тільки на придбання макухи або насіння соняшника. Аналіз руху базарних цін дозволяє визначити фактори, що впливали на їх динаміку. Безумовно, головною причиною стрибків цін була ситуація на фронті: найвищими ціни були в січні 1942 р., на початку окупації міста, і в березні 1943 р., коли німці зуміли відбити звільнене Червоною Армією місто. Друга за значущістю причина дорожнечі товарів — панування спекулянтів на базарах, особливо на центральних — Сумському і Рибному. Відповідно, ці базари були найдорожчими. Найдешевшими були Холодногірський і Кінний, що пояснювалось прямими поставками продуктів з села і меншим впливом спекулянтів і посередників.
| Динаміка базарних цін на сільськогосподарську продукцію в 1942—1943 рр. | Динаміка базарних цін на сільськогосподарську продукцію в 1942—1943 рр. | Динаміка базарних цін на сільськогосподарську продукцію в 1942—1943 рр. | Динаміка базарних цін на сільськогосподарську продукцію в 1942—1943 рр. | Динаміка базарних цін на сільськогосподарську продукцію в 1942—1943 рр. | Динаміка базарних цін на сільськогосподарську продукцію в 1942—1943 рр. | Динаміка базарних цін на сільськогосподарську продукцію в 1942—1943 рр. | Динаміка базарних цін на сільськогосподарську продукцію в 1942—1943 рр. | Динаміка базарних цін на сільськогосподарську продукцію в 1942—1943 рр. | Динаміка базарних цін на сільськогосподарську продукцію в 1942—1943 рр. | Динаміка базарних цін на сільськогосподарську продукцію в 1942—1943 рр. |                           |
| Назва продукту                                                          | Одиниця виміру                                                          | 1942 рік                                                                | 1942 рік                                                                | 1942 рік                                                                | 1942 рік                                                                | 1942 рік                                                                | 1942 рік                                                                | 1943 рік                                                                | 1943 рік                                                                | 1943 рік                                                                |                           |
| Назва продукту                                                          | Одиниця виміру                                                          | 01.01, руб.                                                             | 01.01                                                                   | 01.02                                                                   | 01.05                                                                   | 01.08                                                                   | 01.10                                                                   | 01.01                                                                   | 01.02                                                                   | 02.06                                                                   |                           |
| Назва продукту                                                          | Одиниця виміру                                                          | 01.01, руб.                                                             | У відсотках до 01.01.1942                                               | У відсотках до 01.01.1942                                               | У відсотках до 01.01.1942                                               | У відсотках до 01.01.1942                                               | У відсотках до 01.01.1942                                               | У відсотках до 01.01.1942                                               | У відсотках до 01.01.1942                                               | У відсотках до 01.01.1942                                               | У відсотках до 01.01.1942 |
| 1. Хлібні                                                               | 1. Хлібні                                                               | 1. Хлібні                                                               | 1. Хлібні                                                               | 1. Хлібні                                                               | 1. Хлібні                                                               | 1. Хлібні                                                               | 1. Хлібні                                                               | 1. Хлібні                                                               | 1. Хлібні                                                               | 1. Хлібні                                                               |                           |
| ----------------------------------------------------------------------- | ----------------------------------------------------------------------- | ----------------------------------------------------------------------- | ----------------------------------------------------------------------- | ----------------------------------------------------------------------- | ----------------------------------------------------------------------- | ----------------------------------------------------------------------- | ----------------------------------------------------------------------- | ----------------------------------------------------------------------- | ----------------------------------------------------------------------- | ----------------------------------------------------------------------- | ------------------------- |
| Жито                                                                    | кг                                                                      | 133                                                                     | 100                                                                     | 167                                                                     | 83                                                                      | 72                                                                      | 71                                                                      | 68                                                                      | 100                                                                     | 86                                                                      |                           |
| Пшениця                                                                 | кг                                                                      | 143                                                                     | 100                                                                     | 175                                                                     | 80                                                                      | 85                                                                      | 77                                                                      | 73                                                                      | 105                                                                     | 108                                                                     |                           |
| Ячмінь                                                                  | кг                                                                      | 125                                                                     | 100                                                                     | 165                                                                     | 86                                                                      | 94                                                                      | 72                                                                      | 60                                                                      | 96                                                                      | 76                                                                      |                           |
| Овес                                                                    | кг                                                                      | 80                                                                      | 100                                                                     | 187                                                                     | 100                                                                     | 100                                                                     | 94                                                                      | 50                                                                      | 100                                                                     | 62                                                                      |                           |
| Кукурудза                                                               | кг                                                                      | 111                                                                     | 100                                                                     | 200                                                                     | 100                                                                     | 100                                                                     | 72                                                                      | 63                                                                      | 104                                                                     | 86                                                                      |                           |
| Хліб житній                                                             | кг                                                                      | 130                                                                     | 100                                                                     | 169                                                                     | 85                                                                      | 100                                                                     | 65                                                                      | 69                                                                      | 100                                                                     | 88                                                                      |                           |
| Пшоно                                                                   | кг                                                                      | 139                                                                     | 100                                                                     | 240                                                                     | 140                                                                     | 132                                                                     | 101                                                                     | 72                                                                      | 115                                                                     | 68                                                                      |                           |
| Горох                                                                   | кг                                                                      | 125                                                                     | 100                                                                     | 200                                                                     | 120                                                                     | 75                                                                      | 68                                                                      | 88                                                                      | -                                                                       | 88                                                                      |                           |
| Квасоля                                                                 | кг                                                                      | -                                                                       | -                                                                       | -                                                                       | -                                                                       | -                                                                       | 100                                                                     | 107                                                                     | 193                                                                     | 167                                                                     |                           |
| 2. Овочі                                                                |                                                                         |                                                                         |                                                                         |                                                                         |                                                                         |                                                                         |                                                                         |                                                                         |                                                                         |                                                                         |                           |
| Картопля                                                                | кг                                                                      | 40                                                                      | 100                                                                     | 250                                                                     | 110                                                                     | 125                                                                     | 100                                                                     | 87                                                                      | 150                                                                     | 88                                                                      |                           |
| Капуста                                                                 | кг                                                                      | -                                                                       | -                                                                       | -                                                                       | -                                                                       | -                                                                       | 214                                                                     | 357                                                                     | 643                                                                     | -                                                                       |                           |
| Цибуля                                                                  | кг                                                                      | 70                                                                      | 100                                                                     | 143                                                                     | 57                                                                      | 43                                                                      | 50                                                                      | 50                                                                      | 93                                                                      | 150                                                                     |                           |
| Буряк                                                                   | кг                                                                      | 32                                                                      | 100                                                                     | 250                                                                     | 175                                                                     | 100                                                                     | 62                                                                      | 62                                                                      | 73                                                                      | 62                                                                      |                           |
| Морква                                                                  | кг                                                                      | -                                                                       | -                                                                       | -                                                                       | -                                                                       | -                                                                       | 150                                                                     | 125                                                                     | 175                                                                     | 135                                                                     |                           |
| 3. М'ясні продукти                                                      |                                                                         |                                                                         |                                                                         |                                                                         |                                                                         |                                                                         |                                                                         |                                                                         |                                                                         |                                                                         |                           |
| Яловичина                                                               | кг                                                                      | -                                                                       | -                                                                       | -                                                                       | 130                                                                     | 160                                                                     | 120                                                                     | 220                                                                     | 300                                                                     | 350                                                                     |                           |
| Конина                                                                  | кг                                                                      | 80                                                                      | 100                                                                     | 187                                                                     | 94                                                                      | -                                                                       | -                                                                       | -                                                                       | -                                                                       | -                                                                       |                           |
| Курятина                                                                | кг                                                                      | -                                                                       | -                                                                       | -                                                                       | -                                                                       | -                                                                       | 100                                                                     | 113                                                                     | 162                                                                     | 245                                                                     |                           |
| 4. Молочні продукти й жири                                              |                                                                         |                                                                         |                                                                         |                                                                         |                                                                         |                                                                         |                                                                         |                                                                         |                                                                         |                                                                         |                           |
| Молоко                                                                  | літр                                                                    | 80                                                                      | 100                                                                     | 162                                                                     | 75                                                                      | 50                                                                      | 37                                                                      | 62                                                                      | 81                                                                      | 85                                                                      |                           |
| Вершкове масло                                                          | кг                                                                      | 1700                                                                    | 100                                                                     | 141                                                                     | 50                                                                      | 45                                                                      | 41                                                                      | 47                                                                      | 65                                                                      | 67                                                                      |                           |
| Сало                                                                    | кг                                                                      | 1400                                                                    | 100                                                                     | 143                                                                     | 50                                                                      | 55                                                                      | 57                                                                      | 61                                                                      | 79                                                                      | 81                                                                      |                           |
| Соняшникова олія                                                        | литр                                                                    | 500                                                                     | 100                                                                     | 160                                                                     | 90                                                                      | 86                                                                      | 90                                                                      | 76                                                                      | 120                                                                     | 92                                                                      |                           |
| Яйця курячі                                                             | десяток                                                                 | -                                                                       | -                                                                       | -                                                                       | 100                                                                     | 115                                                                     | 90                                                                      | 200                                                                     | 240                                                                     | 200                                                                     |                           |
| 5. Бакалія продовольча                                                  |                                                                         |                                                                         |                                                                         |                                                                         |                                                                         |                                                                         |                                                                         |                                                                         |                                                                         |                                                                         |                           |
| Цукор                                                                   | кг                                                                      | 556                                                                     | 100                                                                     | 150                                                                     | 75                                                                      | 110                                                                     | 90                                                                      | 99                                                                      | 99                                                                      | 81                                                                      |                           |
| Сіль                                                                    | кг                                                                      | 40                                                                      | 100                                                                     | 150                                                                     | 90                                                                      | 100                                                                     | 100                                                                     | 300                                                                     | 300                                                                     | 250                                                                     |                           |
| Томати                                                                  | кг                                                                      | 50                                                                      | 100                                                                     | 150                                                                     | 100                                                                     | 100                                                                     | 100                                                                     | 100                                                                     | 100                                                                     | 100                                                                     |                           |

## Міни
Важливо відзначити, що харків'яни не сиділи, склавши руки, очікуючи на голодну смерть. Всі, хто міг, їздили на село, на так звані «міни». Городяни несли за місто усі цінності, що мали, сподіваючись отримати за них продовольство. Наприклад, директор інженерно-економічного інституту Дубинський зумів виміняти за свій піджак більше ніж 2 пуди борошна, а за пальто сина — 2 пуда пшениці і 1,5 кг сала. Золотий годинник можна було обміняти на буханець хліба. Завдяки «мінам» багато харків'ян зберегли свої життя.

## Місця масового знищення людей
Війна принесла біль і сльози в кожен дім, у кожну харківську сім'ю. Смерть була обличчям війни. Про це нам і сьогодні нагадують більше десяти місць масового знищення людей. Серед них — Дробицький Яр, Лісопарк, табори військовополонених в Холодногірській в'язниці і районі ХТЗ (знищене єврейське гетто), Салтівське селище (місце розстрілу пацієнтів Сабурової дачі), клінічне містечко обласної лікарні по вул. Трінклера (місце спалення живцем кількох сотень поранених), місця публічних повішань уздовж Сумської вулиці і на Благовіщенському ринку, двір готелю «Інтернаціонал» (нині готель «Харків», місце масового розстрілу заручників), «газвагени»-душогубки. Всі вони стали меморіальними пам'ятниками і нагадують живим про злочини окупантів, трагедії війни.

## Звільнення Харкова
29 серпня 1943 р. Харків було звільнено від німецьких окупантів. Дата 23 серпня як день звільнення Харкова є помилковою, цього дня маршал Конєв завчасно відзвітував Сталіну про вибиття гітлерівців з міста, проте бої у межах міської забудови тривали ще майже тиждень.